# Heinrich Dauber (Erziehungswissenschaftler)
Heinrich Dauber (* 12. März 1944 in Öhringen) ist ein deutscher Erziehungswissenschaftler. Er war von 1978 bis 2009 Professor für Erziehungswissenschaften mit den Schwerpunkten Erziehungs- und Schultheorie an der Universität Kassel.

## Leben
Dauber studierte von 1963 bis 1965 an der damaligen Pädagogischen Hochschule Heidelberg und war von 1965 bis 1966 Lehrer im Schuldienst des Landes Baden-Württemberg. Von 1966 bis 1972 studierte Dauber Erziehungswissenschaften, Psychologie und evangelische Theologie in Heidelberg und Tübingen. In der vorlesungsfreien Zeit war er jeweils als Vertretungslehrer im Schuldienst des Landes Baden-Württemberg tätig. Zwischen 1965 und 1968 hielt er sich mehrfach zu Arbeitsaufenthalten in israelischen Kibbuzim auf. 1972 promovierte er im Fach Erziehungswissenschaft mit einer Schrift über „Lehrerrolle und Sozialisation : zur Anwendung des Rollenmodells im Vorfeld einer Theorie des Lehrers“. Anschließend wurde Dauber wissenschaftlicher Assistenz am Institut für Erziehungswissenschaft und am Theologischen Seminar der Universität Tübingen (bei Karl Ernst Nipkow).
1974 hält er sich zu einem Forschungsaufenthalt am von Ivan Illich gegründeten Centro Intercultural de Documentación (CIDOC) in Cuernavaca, Mexiko auf. Von 1977 bis 1978 nahm er eine Vertretungsprofessur an der Universität Bielefeld wahr. 1978 wird Dauber schließlich zum Professor für Erziehungswissenschaft an die Universität Kassel berufen (Schwerpunkte: Erziehungs- und Schultheorie, einschließlich Weiterbildung). 1979 war er Visiting Professor für Erwachsenenbildung an der Universität von Saskatchewan in Saskatoon, Kanada. Zusammen mit Reinhard Fuhr entwickelte Dauber das Konzept der Phänomenologischen Praxisforschung, welches im Jahr 2002 erstmals veröffentlicht wurde.
2009 wurde Heinrich Dauber in den Ruhestand verabschiedet.

## Positionen
Dauber publizierte in der Zeitschrift Ökopäd. Unabhängige Zeitschrift für Ökologie und Pädagogik. Darin plädierte er für „ökologisches Lernen“ in den Neuen Sozialen Bewegungen, das selbstorganisiert die herrschende Industriegesellschaft und ihren zerstörerischen Umgang mit der Natur überwinden solle.

## Veröffentlichungen (Auswahl)
- Grundlagen humanistischer Pädagogik : leben lernen für eine humane Zukunft, 2. völlig überarbeitete Auflage, Klinkhardt, Bad Heilbrunn 2009 (Reihe: Schriftenreihe zur humanistischen Pädagogik und Psychologie), ISBN 978-3-7815-1591-8.
- (gemeinsam mit Bernd Armbruster und Herbert Stubenrauch): … dass wir das noch erleben durften" : pietistische Kindheiten in den 50er Jahren – Gespräche und Erinnerungen, Berlin : Pro Business 2006, ISBN 978-3-939000-98-3, ISBN 3-939000-98-1.
- (Hrsg. mit Dietfrid Krause-Vilmar): Schulpraktikum vorbereiten : pädagogische Perspektiven für die Lehrerbildung, 2. erweiterte Auflage, Klinkhardt, Bad Heilbrunn 2005, ISBN 978-3-7815-1425-6, ISBN 3-7815-1425-0.
- als Herausgeber mit Wolfdietrich Schmied-Kowarzik: Joachim Israel: Handlung und Interaktion : eine Einführung aus sozialpsychologischer Perspektive, Kassel Univ. Press, Kassel 2003, (Reihe: Kasseler philosophische Schriften, Band 36), ISBN 3-89958-028-1.
- (als Hrsg.): Bildung und Zukunft, Schulreform im Zeichen der Perestroika, mit Beiträgen von Heinrich Dauber, Hans Rauschenberger und Detlef Glowka. Jenior und Pressler, Kassel 1992, (Dokumentation des Kasseler Ost-West-Kongresses 1990 ; Bd. 1), ISBN 3-928172-20-4.
- (Hrsg. mit Werner Simpfendörfer): Eigener Haushalt und bewohnter Erdkreis : ökologisches und ökumenisches Lernen in der „Einen Welt“, mit einem Vorwort von Philip Potter, Hammer-Verlag, Wuppertal 1981, ISBN 3-87294-181-X.
- (mit Heribert Weber): Eltern aktiv : Handbuch für eine humane Schule, Reinbek bei Hamburg : Rowohlt 1976, ISBN 3-499-16993-2.